# Maybelline Classic 1983
Il Maybelline Classic 1983 è stato un torneo di tennis giocato sul cemento. È stata la 4ª edizione del torneo, che fa parte del Virginia Slims World Championship Series 1983. Si è giocato a Deerfield Beach negli USA, dal 7 al 13 novembre 1983.

## Campionesse

### Singolare
Chris Evert ha battuto in finale  Bonnie Gadusek con il punteggio di 6–0, 6–4

### Doppio
Bonnie Gadusek /  Wendy White hanno battuto in finale  Pam Casale /  Mary Lou Daniels con il punteggio di 6–1, 3–6, 6–3